# Martin Laumann-Ylvén
Martin Laumann-Ylvén (* 22. Dezember 1988 in Oslo) ist ein norwegischer Eishockeyspieler, der seit 2015 bei Vålerenga Ishockey in der GET-ligaen unter Vertrag steht.

## Karriere
Martin Laumann-Ylvén begann seine Karriere als Eishockeyspieler beim Lørenskog IK, bevor er 2004 in die Nachwuchsabteilung des schwedischen Erstligisten Linköpings HC wechselte, für dessen Profimannschaft er in der Saison 2006/07 sein Debüt in der Elitserien gab. Dabei blieb er in zwei Spielen punkt- und straflos. In der folgenden Spielzeit bestritt er als Leihspieler 13 Spiele für den IK Oskarshamn in der HockeyAllsvenskan, der zweiten schwedischen Spielklasse, ehe er ebenfalls ausgeliehen in seine norwegische Heimat wechselte, wo er für Stjernen in der GET-ligaen auflief. Nach guten Leistungen dort kehrte der Angreifer nach Linköping zurück, für das er in der Saison 2008/09 in allen 55 Spielen der Hauptrunde auf dem Eis stand. In diesen Partien erzielte er zwei Scorerpunkte, darunter ein Tor. Zudem spielte der Linksschütze erstmals in den Elitserien-Playoffs, in denen er eine Vorlage in sieben Spielen gab. In den folgenden Jahren gelang es dem Norweger sich in der Elitserien zu etablieren. Im Januar 2012 verließ er jedoch Schweden und kehrte zu seinem Stammverein Lørenskog IK zurück, für den er dreieinhalb Jahre in der heimischen GET-ligaen spielte. Seit 2015 steht er beim Ligakonkurrenten Vålerenga Ishockey unter Vertrag.

### International
Für Norwegen nahm Laumann-Ylvén im Juniorenbereich an den U18-Weltmeisterschaften 2005 in der Division I und 2006 in der Top-Division sowie den U20-Weltmeisterschaften 2007 und 2008 jeweils in der Division I teil. 
Im Seniorenbereich stand er im Aufgebot seines Landes bei den Weltmeisterschaften 2009, 2010 und 2011 sowie bei den Olympischen Winterspielen 2010 in Vancouver. Auch in den Folgejahren absolvierte er für Norwegen noch weitere Länderspiele, ohne jedoch für weitere Weltmeisterschaften oder Olympische Spiele nominiert zu werden.

## Erfolge und Auszeichnungen
- 2005 Aufstieg in die Top-Division bei der U18-Junioren-Weltmeisterschaft der Division I

## Statistik
(Stand: Ende der Spielzeit 2016/17)